# Giuseppe Fatigati
Giuseppe Fatigati, né le 20 septembre 1906 à Terracine et mort le 9 septembre 1975 à Rome est un réalisateur et monteur Italien.

## Filmographie partielle
Comme réalisateur
- 1942 : Tre ragazze viennesi (it) coréalisé avec Hubert Marischka
- 1943 : Tragique destin (I pagliacci)
- 1946 : Voglio bene soltanto a te! (it)

Comme monteur
- 1931 : Le Retour de Figaro (Figaro e la sua gran giornata) de Mario Camerini
- 1931 : La Lanterne du diable (La lanterna del diavolo) de Carlo Campogalliani
- 1933 : Acier de Walter Ruttmann
- 1938 : Per uomini solide Guido Brignone
- 1939 : Bal au château (Ballo al castello) de Max Neufeld
- 1940 : La Taverne rouge (Taverna rossa) de Max Neufeld
- 1946 : Un homme revient (Un uomo ritorna) de Max Neufeld
- 1949 : L'Enterrée vivante (La sepolta viva) de Guido Brignone